# Умри, Денис, лучше не напишешь

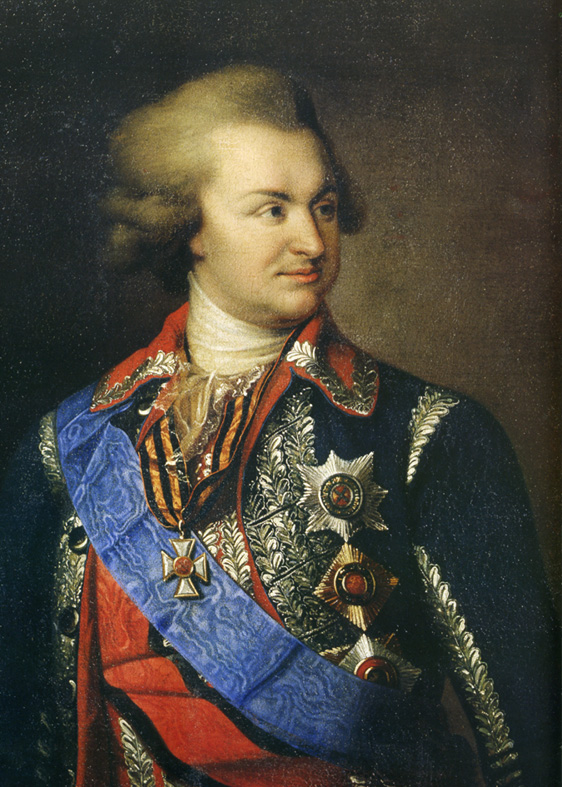
Князь Григорий Александрович Потёмкин

Умри, Денис, лучше не напишешь — слова, приписываемые князю Григорию Александровичу Потёмкину, которые, как считается, были сказаны им Денису Ивановичу Фонвизину после премьеры его пьесы «Недоросль» 24 сентября 1782 года. По другой версии, эти слова принадлежат Гавриле Романовичу Державину, а не князю Потёмкину. Фраза стала крылатой и служит для одобрения чьего-либо успеха. Существует множество вариантов этой фразы от наиболее пространного «Умри теперь, Денис, или хоть больше ничего уже не пиши: имя твоё бессмертно будет по этой одной пьесе» до самого краткого: «Умри, Денис…».
Первое известие о знаменитой фразе появляется в самом начале XIX века. В 1805 году в журнале «Друг просвещения» по частям печатался «Словарь русских светских писателей» митрополита Евгения (Болховитинова). Статью о Фонвизине написал его друг и первый исполнитель роли Стародума актёр Иван Афанасьевич Дмитревский. Рассказывая о премьере «Недоросля» он писал: «Говорят, что при первом представлении сей Комедии на Придворном Театре покойный Князь Григорий Александрович Потёмкин-Таврический, выходя из театра, подозвал к себе Сочинителя и с обыкновенным своим просторечием сказал ему шутя: „Умри теперь, Денис, или больше ничего уже не пиши; имя твое бессмертно будет по этой одной пиесе“».
Источник анекдота в статье указан не был, а сама она стала первоисточником для всех последующих авторов. Слова эти множество раз повторялись затем в обширной литературе о Потёмкине и Фонвизине. Примечательно, что почти каждый раз они приводились в различных редакциях, по-разному. В мемуарах, статьях, книгах о Фонвизине можно насчитать до полутора десятков вариантов.
По мнению многих исследователей, Потёмкин не мог сказать этого, поскольку его на премьере «Недоросля» в Петербурге не было. Он находился в это время на юге России. Кроме того, к Фонвизину он относился не слишком благосклонно, поэтому столь восторженная реакция с его стороны представляется весьма маловероятной.